# 파트라스의 헤로디온

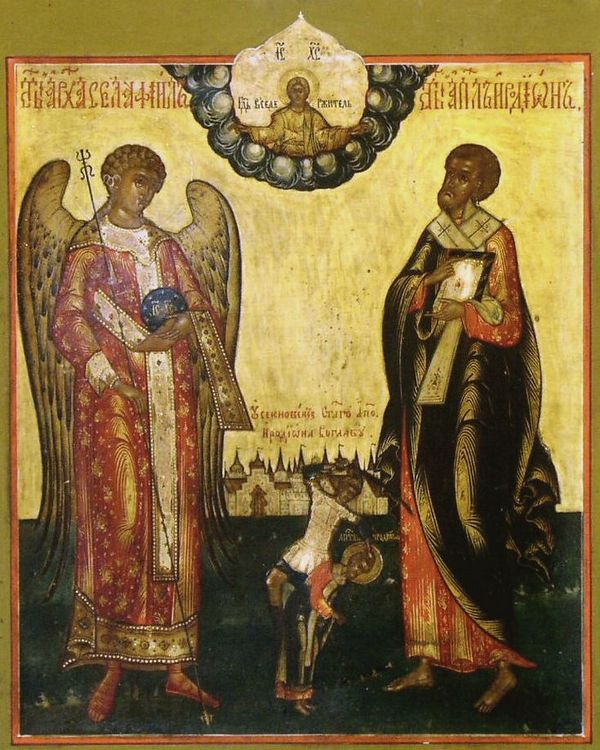
파트라스의 헤로디온과 대천사 세라피엘. 1840년 러시아 성화.

파트라스의 헤로디온(그리스어: Ἡρωδίων)은 사도 바오로의 친척으로 로마 신자들에게 보낸 서간 16장 11절에 언급되어 있다. 전승에 의하면, 그는 72인 제자 가운데 한 사람으로서 훗날 파트라스의 주교가 되었으며, 몹시 큰 고통을 당했다고 전해진다.
헤로디온은 로마에서 올림파스와 함께 사도 베드로를 보좌하던 중에 붙잡혀 참수형을 당했다고 전해지며, 사도 베드로 역시 같은 날 십자가형을 당했다고 한다. 기독교의 성인으로 시성되었으며, 축일은 4월 8일이다.